# Благой Попов
 Тази статия е за българския комунистически деец.  За политика от СР Македония вижте Благой Попов (политик).  За математика от Република Македония вижте Благой Попов (математик).
Благой Симеонов Попов (22 ноември 1902 – 28 септември 1968) е български партиен деец от БКП. Герой от Лайпцигския процес от 1933 г.

## Биография
Благой Попов е роден на 22 ноември 1902 г. в село Дрен, Радомирско. Средно образование завършва в Дупнишката гимназия. Студент по специалността право в Софийския университет (1922 – 1924). Член на БКМС (1919) и на БКП (1922).
Участва в Септемврийското въстание (1923). В началото на 1925 г. емигрира последователно в Югославия и СССР (1925).
Завършва Академията за комунистическо възпитание в Москва и се завръща в България (1929). След втора емиграция и завръщане е член на Политбюро на ЦК на БКП (1931 – 1932). Получава присъда по ЗЗД, но успява отново да емигрира (1932).
През 1933 г. е в Германия и заедно с Георги Димитров и Васил Танев е подсъдим и оправдан по Лайпцигския процес. След процеса е екстрадиран в СССР. Работи в изпълкома на Комунистическия интернационал на младежта (КИМ). Студент специалност химия във Всесъюзната промишлена академия „Йосиф Сталин“.
Поведението на Попов по време на Лайпцигския процес е критикувано от ръководството на Коминтерна и през 1935 година той е принуден да пише публични самокритики по този повод, а през следващата година да признава своята „лявосектантска“ позиция в противовес на „мъжествената и болшевишка линия на другаря Димитров“. Въпреки това Попов е обвинен в „отклоняване от самокритикуване“.
През лятото на 1937 година, в разгара на Голямата чистка и по искане на Георги Димитров, Благой Попов е отстранен от Задграничното бюро на БКП. На 7 ноември той е арестуван и след двуседмични изтезания прави признания за участие в „троцкистка“ организация, а е обвиняван също и в заговор за убийството на Георги Димитров и Васил Коларов. По време на следствието Димитров го обявява за близък на вече екзекутирания Петър Искров. Чак през 1939 година Попов е осъден на 15 години строг затвор в трудово-изправителните лагери. Присъдата изтърпява в далечния север в лагера „Дудинка“.
Първоначално Георги Димитров изглежда смята Попов за екзекутиран, но от 1941 година той прави множество опити официално да изиска освобождаването му. През 1946 година Димитров отново се опитва да издейства от съветския диктатор Йосиф Сталин изпращането му в България, но Сталин отказва с мотива, че след използваните при следствието мъчения не е целесъобразно Попов да бъде пускан в чужбина.
Освободен и се завръща в България през 1954 г. Факт е, че в България не му присъждат званието „активен борец против фашизма и капитализма“ (АБПФК). Получава обаче международно признание от Комитета на антифашистите и борците от съпротивата на ГДР, когато едва през 1965 г. му е връчен орден „Борец против фашизма“.
Работи за кратко в различни министерства, без да има постоянен статут – на външните работи, на правосъдието, на народната просвета. Започва да пише спомените си от Сибир, но на няколко пъти домът му е претърсван и ръкописите са изземвани от ДС. Това налага да потърси други начини за запазването им. През 1968 г., след редица перипетии, успява да завърши своите спомени за лагерите в Сибир и няколко месеца след това умира. Мемоарите му са нелегално изнесени от Стефан Богданов до Швейцария, предадени на Петър Семерджиев, който ги публикува във Франция за пръв път през 1970 г. под заглавие „За да не се повтори никога повече“. Книгата съдържа остри критики към съветската власт, лично към Георги Димитров и специално към Васил Коларов, когото нарича „злия гений в Партията“. Благой Попов става известен на българската и международната общественост не само като „героя от Лайпциг“, но и като „Българския Солженицин“. Ръкописът е съхранен и в други архиви на български дисиденти, както и в тези на Стефан Богданов, брат на Петър Богданов, разстрелян заедно с Никола Вапцаров по процеса на ЦК на БРП.